# Aval
Aval é a declaração cambial através da qual uma pessoa (avalista), se torna responsável pelo pagamento de um título de crédito nas mesmas condições de seu avalizado.
No Direito brasileiro, o instituto cambiário vem regulado, ao lado de sua disciplina no atual Código Civil, naturalmente, nos arts. 14 e 15, do Decreto nº 2.044/1908; 30 a 32, da Lei Uniforme de Genebra (Decreto nº 57.663/1966); 29 a 31, da Lei nº 7.357/1985 (Lei do Cheque); e 12, da Lei nº 5.474/68 (Lei de Duplicatas), lembrando que se aplicam aos demais títulos de crédito existentes os dispositivos sobre emissão, circulação e pagamento das letras de câmbio.
- Conceito – É uma garantia pessoal autónoma e solidária (independente) destinada a garantir títulos de crédito;
- Exige a outorga conjugal, exceto para o regime de casamento de separação total de bens (art. 1.647, inciso III, do CC);
- Pela regra geral, o aval parcial é vedado (art. 897, parágrafo único, do CC). Exceção: o aval pode ser parcial se for previsto na legislação especial, como ocorre com o cheque, a nota promissória e a letra de câmbio.

Também pode ser um instrumento de negociação em casos de estados civis.
Noutras palavras, o aval é a garantia pessoal do pagamento de um título de crédito. No aval, o garantidor promete pagar a dívida, caso o devedor não o faça. Vencido o título, o credor pode cobrar indistintamente do devedor ou do avalista.
O aval é a garantia tipicamente cambiária, ou seja, não vale em contrato, pode ser passado em títulos de crédito, que, por sua vez, podem ser entregues em garantias de um contrato.

## Etimologia
A palavra origina do sistema de câmbio indiano Hawala.